# Фрассо-Сабіно
Фрассо-Сабіно (італ. Frasso Sabino) — муніципалітет в Італії, у регіоні Лаціо,  провінція Рієті.
Фрассо-Сабіно розташоване на відстані близько 50 км на північний схід від Рима, 20 км на південь від Рієті.
Населення — 733 особи (2014).

## Демографія
Населення за роками:

Станом на 1 січня 2023 року в муніципалітеті офіційно проживали 122 іноземці з 25 країн, серед них 70 громадян країн Євросоюзу та 4 громадяни України.

## Сусідні муніципалітети
- Казапрота
- Монтелеоне-Сабіно
- Поджо-Мояно
- Поджо-Натіво
- Поджо-Сан-Лоренцо